# Milosödla
Milosödla (Podarcis milensis) är en ödleart som beskrevs av  Jacques von Bedriaga 1882. Arten ingår i släktet Podarcis och familjen lacertider.

## Utseende
Denna ödla blir med svans upp till 6,5 cm lång. Den har en robust kroppsbyggnad och de ljusa fläckarna på kroppens sidor har en blåaktig färg. Färgteckningen är tydligast under parningstiden. För övrigt liknar arten sina nära släktingar med stora fjäll på huvudet och med stora ögon som har runda pupiller.

## Utbredning
Arten förekommer endemisk på olika grekiska öar med Milos som den största ön. Milosödlan vistas vanligen i öppna landskap som sanddyner, odlingsmark eller öppna buskskogar. Den besöker även träskmarker och områden nära havet som liknar marskland. Arten hittas i kulliga områden upp till 685 meter över havet.

## Ekologi
Milosödlan jagar olika ryggradslösa djur beroende på årstidens utbud. Den äter bland annat skalbaggar, myror, andra insekter och deras larver samt spindeldjur. Arten håller ingen vinterdvala. Hannar etablerar ett revir som är större än honornas revir. Årets första parning kan äga rum i januari och honor kan para sig flera gånger per säsong. Oftast sker parningen under våren men några individer parar sig fram till juli. Vid varje tillfälle läggs upp till tre ägg och de nykläckta ungarna är bara 24 till 31mm långa. Hannar blir könsmogna vid slutet av första levnadsåret. Vanligen behöver de ett år till för att etablera ett revir och för en framgångsrik parning.
Liksom flera andra lacertider kan arta tappa svansen för att förvirra en fiende. Den lösa svansen förblir upp till 8 minuter i rörelse.

## Status
Under historien har individer fångats för att hålla i terrarium. Denna insamling sker inte längre. IUCN listar ödlan på grund av det begränsade utbredningsområde som sårbar (VU).

## Underarter
Arten delas in i följande underarter:
- P. m. adolfjordansi
- P. m. gerakuniae
- P. m. milensis